# Isla Huemul
Isla Huemul är en ö i Argentina.   Den ligger i provinsen Río Negro, i den sydvästra delen av landet, 1 300 km sydväst om huvudstaden Buenos Aires. Isla Huemul ligger i sjön Lago Nahuel Huapí.
Runt Isla Huemul är det ganska glesbefolkat, med 24 invånare per kvadratkilometer.